# George Clifford (1769-1847)
Pour les articles homonymes, voir George Clifford et Clifford.
George Clifford, né à Amsterdam le 22 février 1769 et mort à La Haye le 9 décembre 1847, est un homme politique néerlandais.

## Biographie
Arrière petit-fils de George Clifford (1685-1760), il est le fils de Gerard Clifford (1738-1770), marchand et directeur des pêches du détroit de Davis, et de Sara Maria van der Poll. Sa mère, sœur de Jean Wolters van de Poll, se remarie avec l'amiral Salomon Dedel. Il épouse Carolina Justina van Weede, sœur d'Everard van Weede van Dijkveld (nl).
Il étudie le droit romain et contemporain à l'Université de Leyde et a obtient son doctorat pour sa thèse Exhibens quaedam de foedere Hollandorum et Zelandorum facto a. 1576 en 1790. Devenu commissaire de petites affaires, il est également capitaine de la bourgeoisie à Amsterdam (1793).
Il est membre de l'Assemblée des notables en 1814. La même année, Clifford devient membre du conseil municipal d'Amsterdam (1814-1842) et des nouveaux États généraux monocaméraux des Pays-Bas unis (nl) (1814-1815). Du 21 septembre 1815 au 17 octobre 1841, il est membre de la Chambre basse des États généraux. Il est pro-gouvernement.
Il est fait chevalier de l'ordre du Lion néerlandais.

## Fonctions et mandats
- Membre du conseil municipal d'Amsterdam : 1814-1842
- Membre des États généraux des Pays-Bas
- Membre de la seconde Chambre des États généraux : 1815-1841

## Distinctions
- Chevalier de l'ordre du Lion néerlandais